# Jaroslav Štěrba
Jaroslav Štěrba (* 3. března 1962 Ostrava) je český onkolog. Působí také jako proděkan Lékařské fakulty Masarykovy univerzity v Brně. Od ledna 2020 do dubna 2022 byl ředitelem Fakultní nemocnice Brno. 

## Život
Narodil se v Ostravě. Jeho otec je patolog. Vystudoval Lékařskou fakultu Masarykovy univerzity v Brně.
Jako dětský onkolog začínal v Ostravě. V letech 1995-1997 pracoval jako dětský onkolog v Kuvajtu.
V roce 1999 založil Nadační fond dětské onkologie Krtek.
Od roku 2003 působí jako přednosta Kliniky dětské onkologie Fakultní nemocnice Brno. V roce 2007 byl jmenován profesorem onkologie. Od ledna 2020 do dubna 2022 byl ředitelem FN Brno.
Je předsedou Pediatricko-onkologické sekce České onkologické společnosti a členem mnoha dalších odborných společností. 

## Osobní život
Jaroslav Štěrba je ženatý a má dvě děti. Jeho manželka je rovněž lékařka.

## Publikace
Je autorem více než 100 publikací[zdroj?], mj.
- Viera Bajčiová, Jiří Tomášek, Jaroslav Štěrba & kol.: Nádory adolescentů a mladých dospělých (2011)